# I Hear Music
I Hear Music ist ein Popsong, den Frank Loesser (Musik) und Burton Lane (Text) verfassten und 1940 veröffentlichten. Der Song wurde zu einem populären Jazzstandard.
Loesser und Lane schrieben I Hear Music für den Paramount-Film Dancing on a Dime (1940). Zu den Musikern, die den Song bereits 1940 coverten, gehörten Billie Holiday (OKeh), Gene Krupa (OKeh, mit Irene Daye, Gesang) und Larry Clinton (Victor, mit Peggy Mann). Auch Bing Crosby und Russ Morgan (Decca 24521) spielten den Song ein.
Der Diskograf Tom Lord listet im Bereich des Jazz insgesamt 162 (Stand 2015) Coverversionen, u. a. von John Dankworth, George Shearing, Art Van Damme, Oscar Peterson, Jackie Cain, Chris Connor, Marian McPartland, Hampton Hawes, Bud Shank, Nat King Cole, Stan Kenton, Betty Glamann, Peggy Lee, Anita O’Day, Ella Fitzgerald, Bud Powell, Stéphane Grappelli und Jan Ptaszyn Wróblewski/Wojciech Karolak.